# Sinployea otareae
Sinployea otareae foi uma espécie de gastrópodes da família Charopidae.
Foi endémica das Ilhas Cook.